# جشنواره لاله

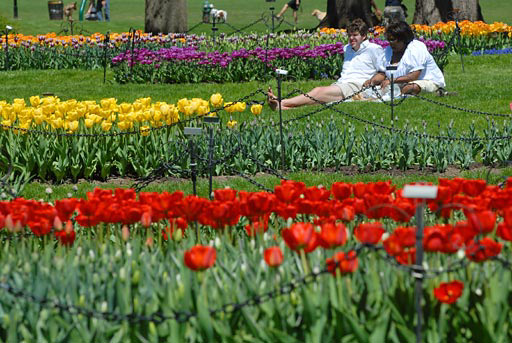
جشنواره لاله در آلبانی، نیویورک، ۲۰۰۷ میلادی

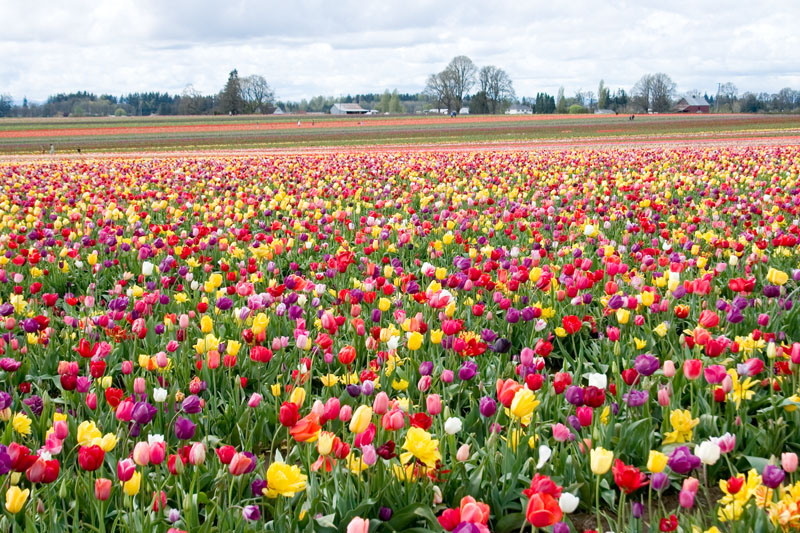
جشنواره لاله وودبورن اوریگان. ۲۰۰۷ میلادی

جشنواره لاله‌ها جشنواره‌ای است که در آن گل لاله به نمایش گذاشته می‌شود. این جشنواره هر ساله در شهرهای مختلف در سراسر جهان برگزار می‌شود.

## جشنواره‌های معروف

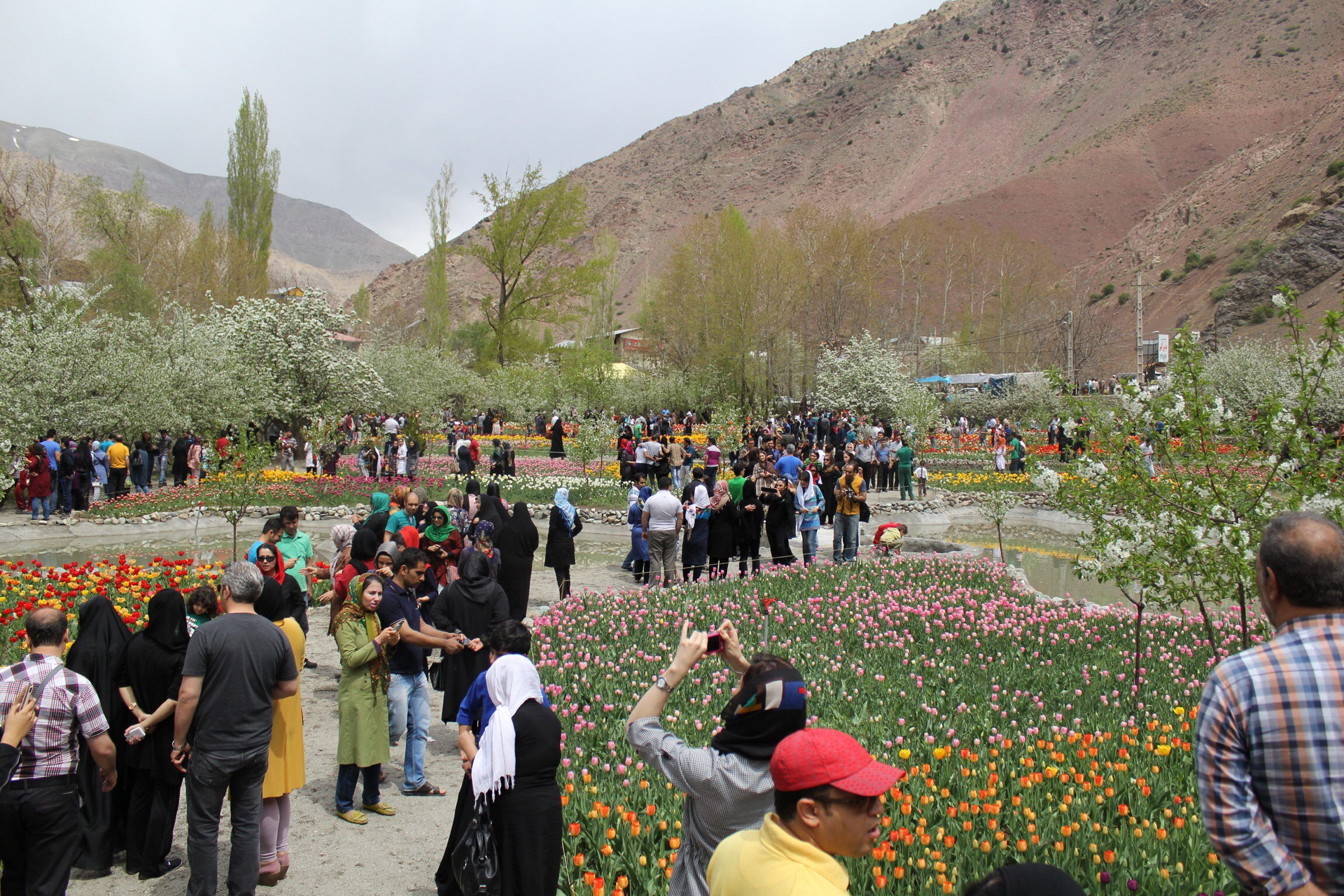
جشنواره لاله‌های استان البرز

- جشنواره لاله آسارا یکی از جشنواره‌های گل لاله است که از سال ۱۳۷۷ خورشیدی، هر ساله، درباغ لاله‌های گچسر واقع در استان البرز بخش آسارا، کیلومتر ۵۳ جادهٔ کرج - چالوس روستای گرماب، برگزار می‌شود. تعداد لاله‌های به نمایش درآمده در این نمایشگاه در حدود ۶۰۰٬۰۰۰ لاله تخمین زده می‌شود.[۱] این جشنواره در سال ۱۳۹۱ در حدود ۵۰۰٬۰۰۰ هزار نفر بازدیدکننده داشته‌است. از برنامه‌های جنبی این جشنواره در برپایی غرفه‌های کتاب، گل و گیاه، عکاسی، صنایع دستی و غیره‌است.[۲]
- جشنواره لاله کرج یکی از جشنواره‌های گل لاله است که از سال ۱۳۹۲ خورشیدی، هر ساله، در باغ گلهای پارک چمران کرج واقع در استان البرز،  شهر کرج برگزار می‌شود. این جشنواره در باغ گل‌های کرج در تعطیلات نوروز برگزار و تا اردیبهشت ادامه دارد. در این جشنواره ۲۵۰ هزار شاخه گل لاله با ۴۸ واریته مختلف و یاس هندی، کروپسیس، ارغوان، میخک، ساکولنت و … کاشته شده‌است. باغ گل‌های کرج دارای وسعت ۸ هکتاری می‌باشد. لازم به توضیح است بزرگترین فرش گل خاورمیانه به مساحت ۲۷۰۰ متر مربع در این باغ گل‌آرایی شده و خود نمایی می‌کند.
- جشنواره لاله آلبانی، نیویورک، هر بهار در پارک واشینگتن، در شهر آلبانی، نیویورک، ایالت نیویورک در کشور آمریکا برگزار می‌شود. اولین جشنواره در ۱۴ مه ۱۹۴۹ میلادی برگزار شد و تا به امروز نیز سنت برگزاری این جشنواره در این شهر برقرار مانده‌است.[۳]
- جشنواره لاله کانادا که ادعا دارد که بزرگترین جشنواره لاله‌ها در سراسر جهان است، هر ساله در ماه مه در شهر اتاوا در ایالت انتاریو در کانادا برگزار می‌شود. تاریخچهٔ برقراری این جشنواره بدین صورت است که در طی جنگ جهانی دوم خانواده سلطنتی هلند در کانادا پناه گرفتند. در طی این دوران پرنسس مارگاریت شاهزادهٔ هلندی در بیمارستانی در اتاوا در سال ۱۹۴۳ میلادی متولد شد. دولت کانادا برای این اطمینان حاصل شود که شاهزاده خانم که تابعیت هلندی دارد اعلام کرد که این بخش به‌طور موقتی قلمرو هلند به‌شمار می‌آید. از آن زمان تاکنون هر ساله، ۱۰۰٬۰۰۰ پیاز لاله توسط ملکه جولیانا و پس از مرگ او، توسط خانوادهٔ سلطنتی هلند، برای این جشنواره فرستاده می‌شود.
- در شهر سرینگر در ایالت کشمیر هند، هر ساله در ماه آوریل جشنواره‌ای در باغ لاله یادبود ایندریا گاندی برگزار می‌شود. این پارک بزرگترین پارک لاله در آسیا به‌شمار می‌آید.[۴]

## در آمریکای شمالی
در آمریکای شمالی این نوع جشنواره بخصوص در شهرستان‌هایی که دارای میراث فرهنگی هلند هستند مانند، آلبانی، نیویورک در (ایالت نیویورک)، اتاوا در (انتاریو)، مونترآل و گاتینو در (استان کبک)، شهر هلند در (ایالت میشیگان)، شهر لهی در (یوتا)، شهرهای اورنج سیتی و پلا در (آیووا)، مونت ورنون در (ایالت واشینگتن) و وودبرن در (اورگن) برگزار می‌شود.

## نگارخانه

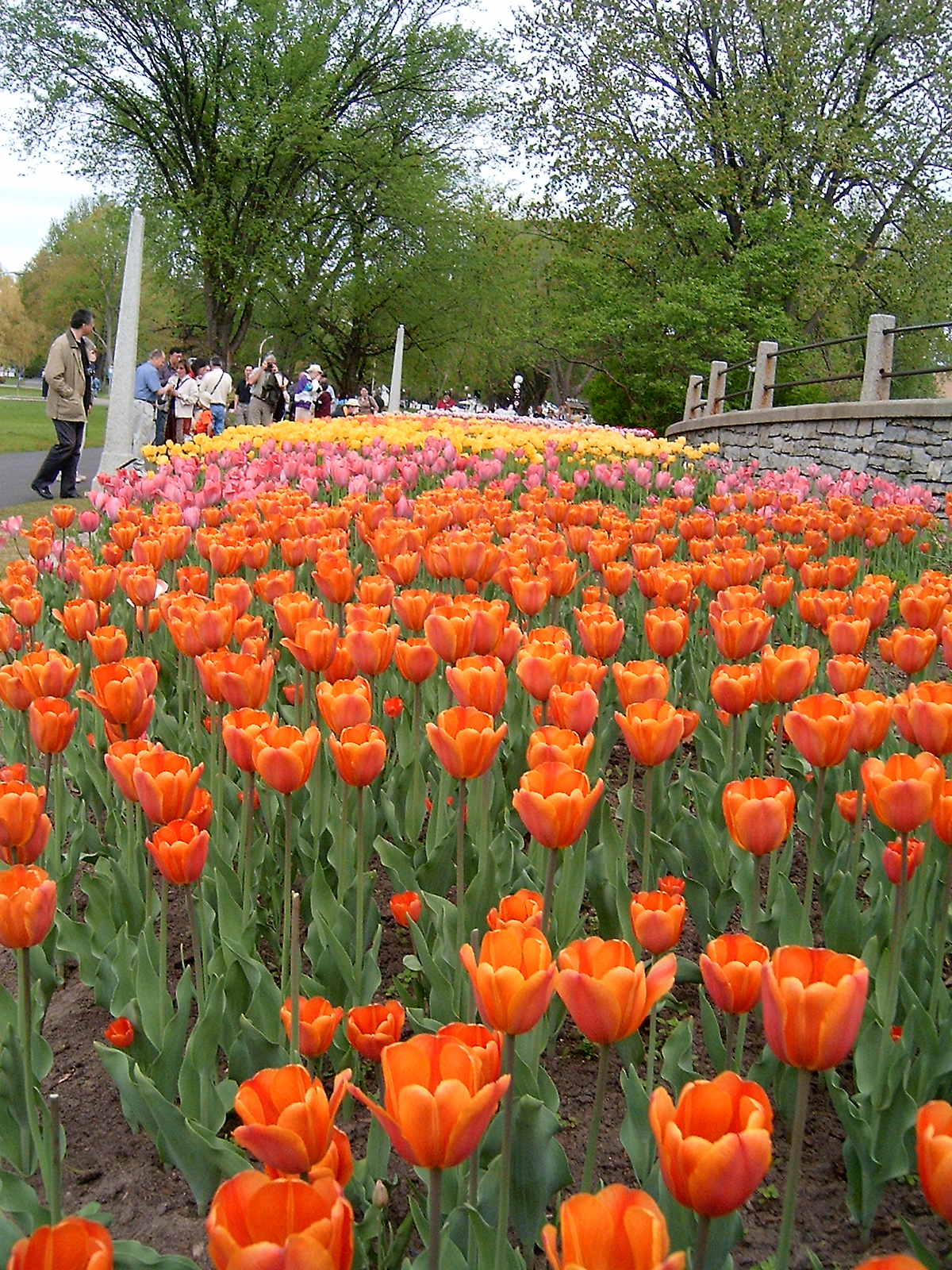
جشنواره لاله اوتاوا در سال ۲۰۰۵
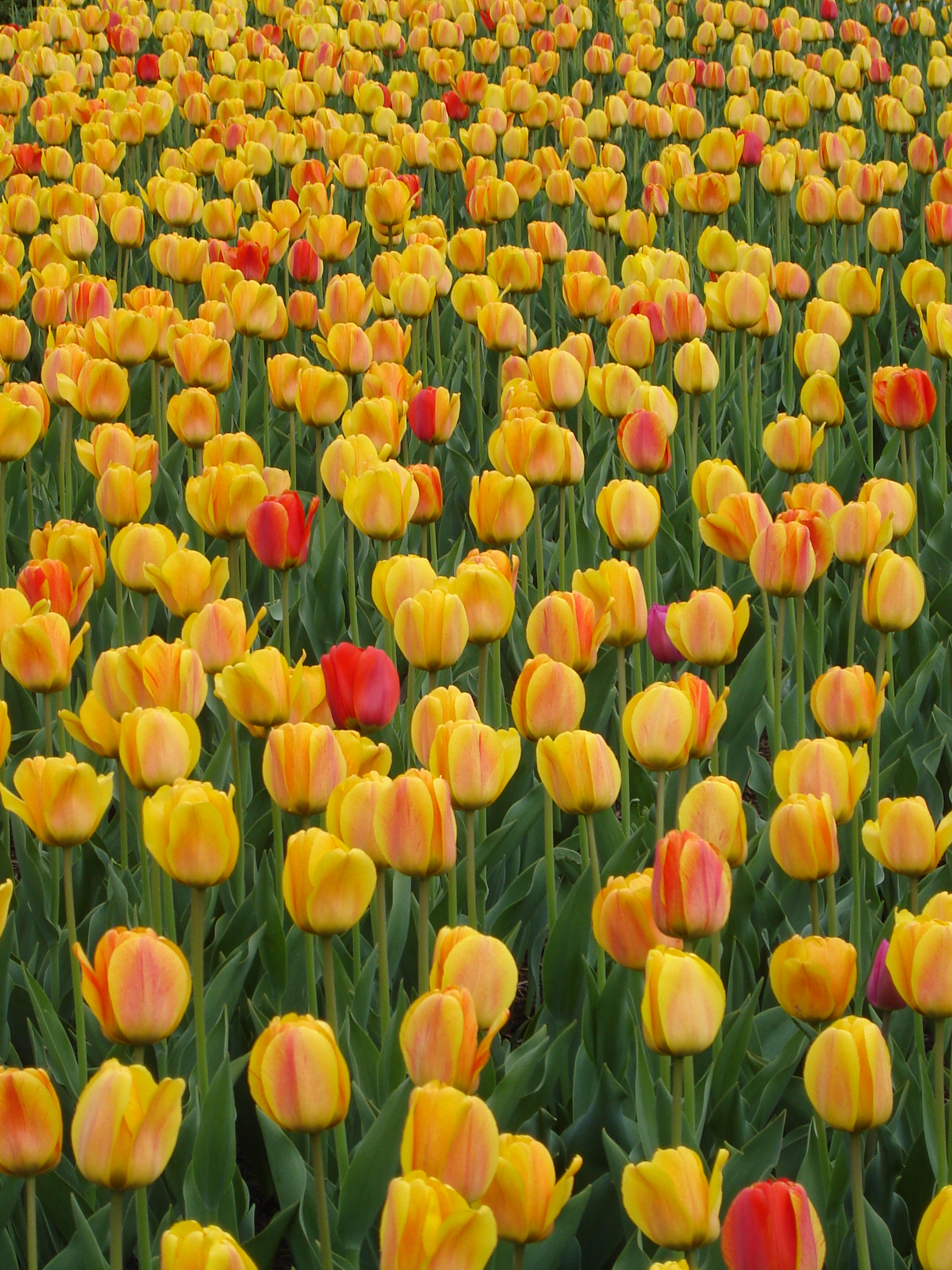
جشنواره لاله‌ها کانادا در اوتاوا، انتاریو، ۲۰۰۷
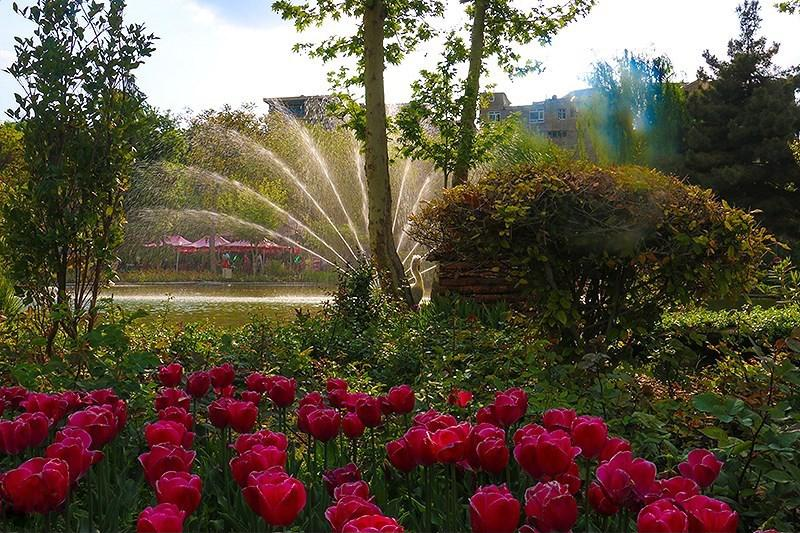
جشنواره لاله ها، باغ گلهای کرج- ۲۰۱۸